# Békéscsabai neológ zsinagóga
A Békéscsabai neológ zsinagóga egy nem eredeti funkciójában működő zsidó vallási épület.

## Története
A Luther utcában 1893-ban avatták fel a nagyméretű, kéttornyú zsinagógát. Tervezője Langer Lipót volt. A női karzatra két lépcsőház vezetett, ezeknek enyhén kiemelt tömege fölé nyolcszögű toronytestek épületek, amelynek 1-1 hagymakupolája magasított Dávid-csillagban záródott. Az előcsarnokot magába foglaló középrész a tornyok síkjától kissé visszaugratva lett kialakítva. Félköríves záródására helyezték a Tízparancsolat kettős kőtábláját, illetve alá héber feliratú körmezőt. A főbejárat hármas körívzáródású nyílásai a megismétlődtek a homlokzaton az emeleti karzat magasságában. Az oldalhomlokzatok kialakítása hasonló módon történt. A homlokzatot vakolat és kétféle színű tégla borította, ezáltal impozáns megjelenést kölcsönözve az épületnek.
A később használaton kívülivé váló épületet a város áruházi célokra átalakíttatta, tornyait, félköríves oromzatát elbonttatta, belsejét leegyszerűsíttette.